# ゴードン・ジャンプ
ゴードン・ジャンプ（Gordon Jump, 1932年4月1日 - 2003年9月22日）は、アメリカ合衆国出身の俳優である。

## 出演作品

### テレビ
- 愉快なシーバー家（エド）
- 地上最強の美女バイオニック・ジェミー シーズン1 #2（チャールズ・バトラー）

### 映画
- クレイジー・セクシー/リベンジ
- OH!引っ越し
- ゴースト・パートナー
- ハッピー・プレッピー
- 真夜中の悪魔たち
- 白昼の誘拐